# Gubernia krakowska
Gubernia krakowska (ros. Краковская губерния) – jednostka administracyjna Królestwa Polskiego w latach 1837–1841, utworzona w miejsce województwa krakowskiego.
Gubernia krakowska powołana została ukazem carskim dnia 23 lutego/7 marca 1837 roku. Ukazem z 3/15 czerwca 1841 gubernia zmieniła nazwę na kielecką ze stolicą w Kielcach. Z dniem 1 stycznia 1845 roku wprowadzono na podstawie ukazu z 9/21 sierpnia 1844 r. nowy podział administracyjny w Królestwie Polskim i gubernia kielecka została połączona z gubernią sandomierską w gubernię radomską.
Do roku 1841 herb guberni był identyczny z herbem dawnego województwa, także po zmianie nazwy na gubernię kielecką. W 1845 zmianie uległ herb guberni radomskiej.